# Vannuccia martae
Vannuccia martae är en plattmaskart som beskrevs av Ernst Marcus 1948. Vannuccia martae ingår i släktet Vannuccia och familjen Coelogynoporidae. Inga underarter finns listade i Catalogue of Life.